# Justine Vanhaevermaet
Justine Vanhaevermaet, née le 29 avril 1992, est une footballeuse internationale belge qui joue au poste de milieu de terrain au Crystal Palace FC.

## Biographie

### En club
Justine Vanhaevermaet débute à Sinaai Girls où elle remporte 3 Coupes de Belgique consécutives. 

Après une saison au RSC Anderlecht, elle joue pendant 2 ans au Lierse SK où elle gagne 2 Coupes de Belgique. 

Elle retourne au RSC Anderlecht en 2016, reste deux saisons, et remporte le Championnat de Belgique. Ensuite, elle part au SC Sand en Allemagne où elle reste huit mois. Puis elle va en Norvège au Roa Dynamite Girls pour six mois et en décembre 2019, est transférée au Lillestrøm Sportsklubb Kvinner.
Le 17 août 2021, elle rejoint Reading.
Le 3 août 2023, elle rejoint Everton.

### En sélection
Le 20 juin 2022, elle est sélectionnée par Ives Serneels pour disputer l'Euro 2022.
Le 6 février 2023, la Belge est sélectionnée par Ives Serneels pour disputer la Arnold Clark Cup 2023. Cette dernière étant un tournoi de football féminin sur invitation organisé par la Fédération anglaise de football.

## Palmarès
- Championne de Belgique (1) : 2018
- Vainqueur de la Coupe de Belgique (5) : 2009, 2010, 2011, 2015 et 2016
- Vainqueur de la Super Coupe de Belgique (1) : 2010

 Équipe de Belgique
- Pinatar Cup (1) :
  - Vainqueur : 2022.